# Letališče Frankfurt
Letališče Frankfurt/Main (IATA: FRA, ICAO: EDDF) (Nemško: Flughafen Frankfurt am Main) je mednarodno letališče ob mestu Frankfurt. Upravitelj je družba Fraport in je matično letališče ali baza mnogih prevoznikov kot so Lufthansa, Lufthansa CityLine, Lufthansa Cargo, Condor in Aero Logic. Letališče zavzema ogromno površino 5.200 arov (2.100 ha).
Frankfurt je največje in najprometnejše letališče v Nemčiji, tretje v Evropi in enajsto na svetu. Leta 2012 so odpravili 57,5 milijonov potnikov. Letališče je leta 2013 imelo 264 različnih destinacij v 113 različnih državah.

## Lokacija
Letališče Frankfurt leži 12 km jugo-zahodno od mesta Frankfurt – v regiji Frankfurt/Rhine-Main v Nemčiji, v drugi največji metropolitanski regiji, ki se nahaja na gosto poseljenem območju – zahodno Evropski megalopolis. 
Poleg dobre cestne in železniške povezave letališče leži le dve uri vožnje od Colgona in Stuttgarta.

## Zgodovina

### Prvo letališče
16. novembra 1909 je bila v Frankfurtu ustvarjena prva letalska družba na svetu - Deutsche Luftschiffahrts-Aktiengesellschaft (DELAG). DELAG je potem zgradil prvo letališče v Frankfurtu, ki se je imenovalo Baza zračnih ladij v Rebstocku, ki je bilo zgrajeno zahodno od mesta Frankfurt in se je sprva uporabljalo le za zračne ladje. Odprlo se je leta 1912.
Z odprtjem podjetja Lufthansa leta 1926 je prvo letališče postalo premajhno. Začeli so načrtovati novo in večje letališče, ki naj bi bilo locirano na območju Frankfurtskega mestnega gozda, jugu-zahodno od predela Schwanheim. Gradnja naj bi se pričela leta 1930 vendar se dela niso izvedla zaradi svetovne gospodarske krize.
Po krizi, leta 1933 se je začela gradnja novega letališča.

### Drugo letališče
Letališče Frankfurt Rhein-Main je bilo uradno odprto 8 julija 1936. V naslednjih letih je postalo drugo največje letališče v Nemčiji (takoj za letališčem Berlin – Tempelhof). 
Načrtovano je bilo, da bi bil Frankfurt glavno središče zračnih ladij v Nemčiji, vendar so bili cepelini po katastrofalni nesreči v Lakehurstu 6. maja 1937 ukinjeni.

### Druga svetovna vojna
Po pričetku druge svetovne vojne leta 1939 so se vsi prevozniki umaknili iz letališča, nanj je prišla Luftwaffe. 9. maja 1940 so prvi bombniki poleteli nad Francijo. Od avgusta do novembra 1944 je letališče delalo kot koncentracijsko taborišče Walldorf, kjer so judovske ženske morale delati na letaliških tleh.
Ko so zavezniki uničili pristajalno stezo in ostale sisteme je leta 1944 Wehrmacht miniral in porušil stavbe ter rezervoarje za gorivo. Ko se je vojna končala so Američani pričeli z gradnjo nove steze, letališče je zdaj bilo uporabljeno skoraj v celoti za ameriške zračne sile.

### Rast letališča
V letu 1951 so se na letališče začele vračati letalske družbe. Naslednje leto so prepeljali več kot 400.000 potnikov, leto pozneje pa več kot pol milijona. Čez dan je iz letališča vzletelo in pristalo od 100 do 120 letal.
Leta 1955 je Lufthansa končno ponovno začela leteti iz Frankfurta, še isto leto pa je Zvezna republika Nemčija dobila svojo zračno suverenost nazaj od zaveznikov. V letu 1957 so podaljšali severno stezo najprej na 3000 metrov nato pa še za 900 metrov in si s tem zagotovili nemoten reaktivni promet. 
Štiri leta pozneje je letališče že imelo več kot 2,2 milijona potnikov in 81.000 pristankov. Bilo je drugo največje letališče v Evropi, tik za letališčem London Heathrow.
1962 so se odločili zgraditi večji terminal, ki bi dopuščal do 30 milijonov potnikov letno. Dela so se pričela v letu 1965. Južna steza je bila povečana na 3.750 metrov leto dni prej. Leta 1970 je bil zgrajen tudi nov letališki hangar, imel je kapaciteto za šest reaktivnih letal in je bil v tistem času največji hangar na svetu.

### Novi glavni terminal
Novi terminal, poimenovan Terminal Mitte (danes poznan kot Terminal 1) je bil razdeljen na tri oddelke (A,B in C), z 56 izhodi in električnim tovornim sistemom. Odprt je bil 14. marca 1972. 

### Tretja steza
Načrtovanje tretje steze se je začelo v letu 1973. Glavna točka konflikta je bilo povečanje hrupa in krčenje gozdova ter uničevanje zaščitenih dreves v Frankfurtskih mestnih gozdovih. Kljub množičnim protestom se je začela gradnja steze in bila končana leta 1984. Leta 1987 sta bila med protesti ustreljena dva policista.
Vendar je steza tekla nepravilno glede na drugi dve stezi. Potekala je od severa proti jugu, medtem ko sta drugi dve stezi potekali od vzhoda proti zahodu. Zaradi te napake so sklenili, da se tretja steza lahko uporablja le za vzlete in ne za pristanke letal. Prav tako mora biti steza popolnoma zaprta, ko so severni vetrovi premočni za vzlete letal.

### Terminal 2 in druga železniška postaja
Leta 1990 so se dela začela na novem terminalu (Terminal 2), ki se bo delil na oddelka D in E. Odprt je bil v letu 1994, ko je letališče Frankfurt povečalo kapaciteto na 54 milijonov potnikov letno. Ob odprtju je bila odprta tudi železnica, ki povezuje terminal 2 in terminal 1 med seboj. Imenovana je bila Zračna Pot (SkyLine).
Leta 1999 se je odprla tudi druga železniška postaja imenovana Frankfurtska postaja za dolge razdalje (Frankfurt Airport long-distance station). Odprta je bila ob terminalu 1.

### Četrta steza
Načrti za četrto stezo so bili v izvedbi od leta 1997, toda so bili ustavljeni zaradi konfliktov pri gradnji tretje steze. Leta 2000 so se dogovorili za krajšo, le 2.800 metrov dolgo stezo, ki se bo uporabljala le za pristanke manjših letal. Prav tako je bil podpisan dogovor, da se steza sme uporabljati le med peto uro zjutraj in enajsto uro zvečer. 
Gradnjo steze so podpisali leta 2001. Zaradi dogovarjanja o lokaciji pa so se gradnje pričele šele zgodaj v letu 2009. Steza je bila uradno odprta 20. oktobra 2011, s pristankom letala nemške kanclerke Angele Merkel.  